# Cayenne-bors

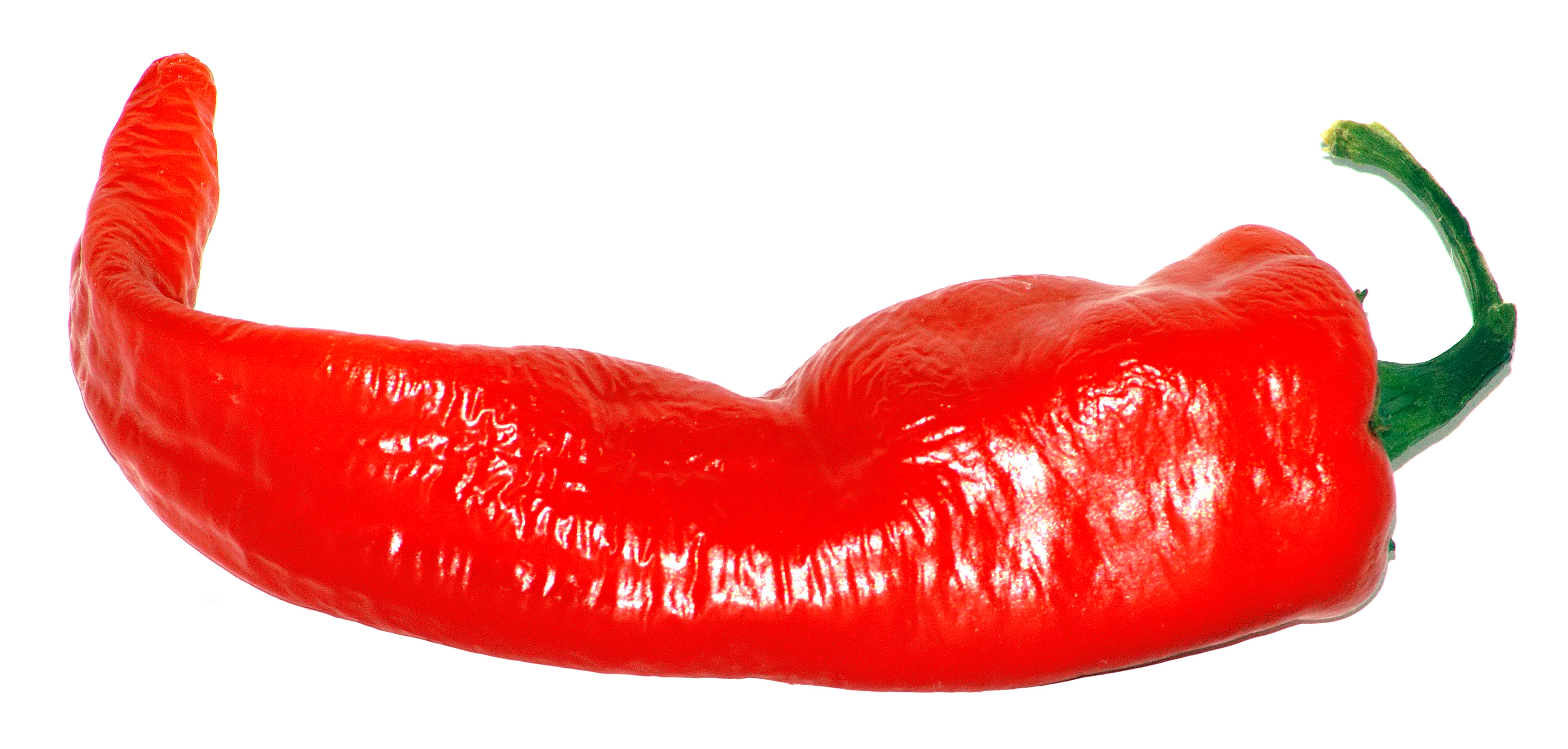
A cayenne-i paprika érett termése

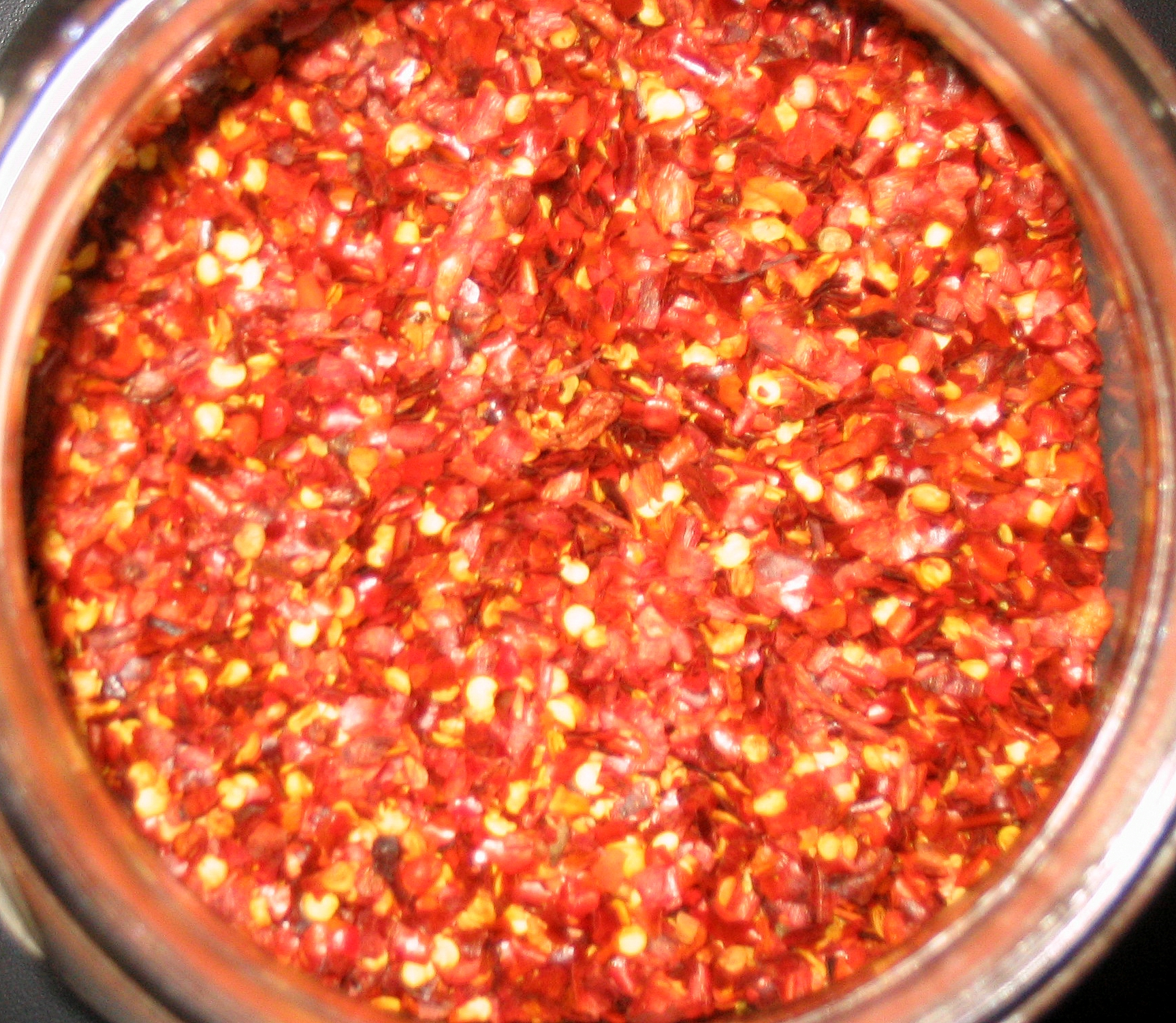
Cayenne-bors keverék

A Cayenne-bors valójában nem bors, hanem a csípős ízű csilipaprika fűszerként használt durva őrleménye.

## Neve eredete
Neve a tupi indiánok quiínia („paprika”) szavából származik, és valószínűleg összefügg a dél-amerikai Cayenne város nevével is, amelynek környékén az európaiak először ismerhették meg a csípős paprikát, a közönséges paprika (Capsicum annuum) egy fajtáját is.
Magyar elnevezése a „Cayenne pepper” kifejezés téves fordításának eredménye, mivel a "pepper" szó az angol nyelvben borsot és paprikát is jelent.

## Származása, elterjedése
Dél-Amerikában, feltehetően a jelenlegi Francia Guyana tájékán vonták termesztésbe az indiánok. Portugál utazók ismertették meg a világgal, vitték Európába, Afrikába és Ázsiába. Általánosan termesztik Afrikában, Indiában, Japánban és Mexikóban. A teljes mennyiség mintegy 80%-át az USA-ban, főleg Új-Mexikóban és Louisianában takarítják be.

## Megjelenése
Törpe fának tűnő, elágazó szárú növény. Magassága elérheti a 90 cm-t, szélessége a 60 cm-t. Ovális levelei középzöldek, fogazottak, 8,5 cm hosszúak és 5 cm szélesek. Virága fehér, pettyek nélkül. Karcsú, függő  termései akár a 25 cm-esre is megnőhetnek; átmérőjük 2,5 cm körüli. Gyakran redőzött vagy szabálytalan alakú. Az idősebb növények akár 40 paprikát is könnyedén hozhatnak.

## Fontosabb fajtái
- Charleston Hot (nagyon csípős, nagy termésű)
- Hot Portugal (nagy, 20 cm hosszú, közepesen csípős)
- Large Red Thick (15 cm hosszú, nagyon csípős, redőzött)
- Long Red Slim (15 cm hosszú, csípős)
- Ring of Fire (10 cm hosszú, csípős)
- Super Cayenne (hibrid, 9 cm hosszú, csípős)

## Felhasználása
A cayenne-i a nagyon csípős paprikák közé tartozik 30–50 000 egységgel (Scoville-skála). A konyhában szárítva és por formában használják. A boltokban kapható paprikapor „cayenne” felirata nem kimondottan ezt a paprikát jelzi, csak a csípős pirospaprika-őrlemények egyfajta elterjedt elnevezése. A Cayenne-bors fűszerkeverékbe sem mindig cayenne-i paprikát tesznek; gyakran más, esetenként kevésbé csípős fajokkal pótolják vagy egészítik ki.
Mivel a mi paprikánknál erősebb, csípősebb, maróbb ízű, ezért csak óvatosan adagolva, keveset használjunk belőle! Erős, csípős szószokhoz, mártásokhoz, pörköltekhez, sült húsokhoz és halakhoz, rizshez, burgonyához, tojásételekhez, savanyúságok eltevéséhez használják. Nagy kapszaicintartalma miatt célszerű jól elzárva, fénytől védve, sötét üvegben vagy dobozban tárolni.
Több gyógyászati alkalmazása is ismert; mivel kapszaicintartalma erős antioxidáns hatású, ami az emberi szervezetet pusztító szabad gyökök ellen hatásos. Fogyasztása javítja a vér káros/hasznos koleszterin arányát (LDL/HDL).

## Összetétele
A források többek között:USDA
| Mennyiség / 100 g  |
| Kalória (kcal) 318 |

| Lipidek                           | 17 g     |
| Többszörösen telítetlen zsírsavak | 8 g      |
| Egyszeresen telítetlen zsírsavak  | 2,8 g    |
| Koleszterin                       | 0 mg     |
| Nátrium                           | 30 mg    |
| Kálium                            | 2 014 mg |
| Szénhidrát                        | 57 g     |
| Rost                              | 27 g     |
| Cukor                             | 10 g     |
| Fehérje                           | 12 g     |

| A-vitamin | 41 610 IU | C-vitamin  | 76,4 mg |
| Kalcium   | 148 mg    | Vas        | 7,8 mg  |
| D-vitamin | 0 IU      | B6-vitamin | 2,5 mg  |
| Kobalamin | 0 µg      | Magnézium  | 152 mg  |